# Flugplatz Montricher

i7
i11
i13
Der Flugplatz Montricher ist ein privater Segelflug-Flugplatz in Montricher im Kanton Waadt. Er wird durch die Fondation pour l’exploitation du terrain de vol à voile de Montricher betrieben.

## Lage
Der Flugplatz liegt etwa 2 km südöstlich von Montricher und etwa 20 km nordwestlich von Lausanne auf dem Gebiet der politischen Gemeinde Montricher. Naturräumlich liegt er am Ostfuss des Mont Tendre oberhalb der Ebene des westlichen Waadtländer Mittellandes.

## Flugbetrieb
Am Flugplatz Montricher findet ausschliesslich Flugbetrieb mit Segelflugzeugen und Motorseglern statt. Die Segelflugzeuge starten per Flugzeugschlepp. Ausser für den Flugzeugschlepp wird auf dem Flugplatz kein Motorflug betrieben.
Der Flugplatz verfügt über eine 610 m lange Start- und Landebahn aus Gras. Er ist für auswärtige Luftfahrzeuge gesperrt. Am Flugplatz sind zwei Segelflugvereine beheimatet: die Groupe genevois de vol à voile de Montricher und die Groupe vaudois de vol à voile de Montricher.

## Geschichte
Der Flugplatz Montricher wurde am 10. Juli 1971 offiziell eingeweiht. Die Groupe genevois de vol à voile de Montricher wurde im Winter 1930/1931 gegründet. Die Groupe vaudois de vol à voile de Montricher wurde im Sommer 1933 gegründet.